# ルイ・マルク・アントワーヌ・ド・ノアイユ

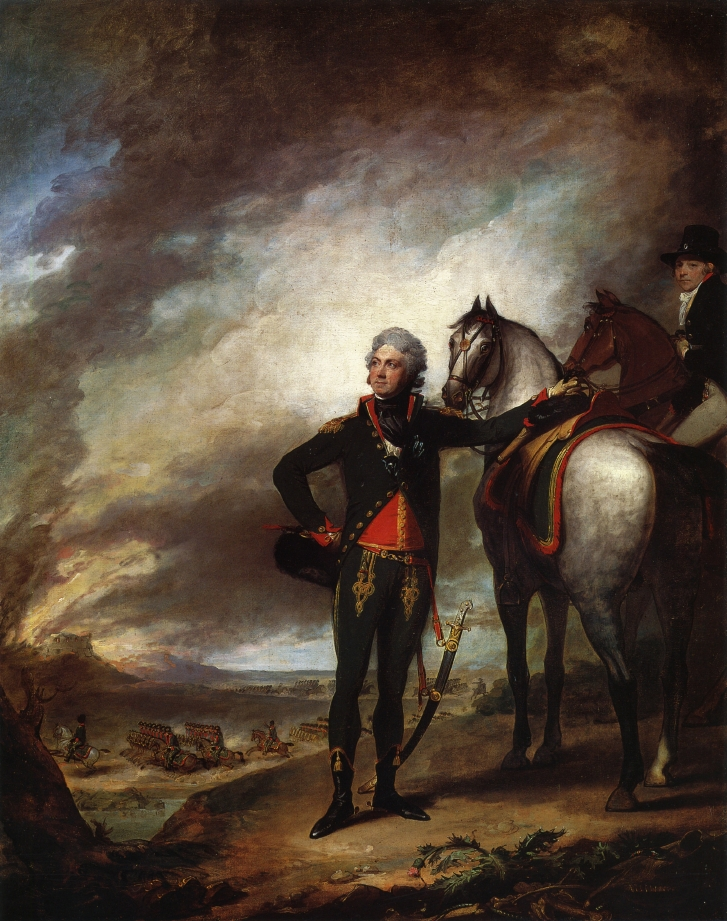
ノアイユ子爵ルイ・マルクの胸像、アントワーヌ・ロラン・ダンタン作の胸像、ヴェルサイユ宮殿蔵

ルイ・マルク・アントワーヌ・ド・ノアイユ（Louis Marc Antoine de Noailles、1756年4月17日 - 1804年1月9日）は、フランス王国の貴族（子爵）。フランス革命期の自由主義貴族を代表する一人。

## 生涯
ムーシー公フィリップ・ド・ノアイユとその妻で、マリー・アントワネットに女官長として仕えたアンヌ・クロード・ルイーズ・ダルパジョンの次男として生まれ、長じてフランス軍将校として軍歴を重ねる。義理の兄弟であったラファイエットとともに、アメリカ独立戦争にも参加し、ヨークタウンの戦いでの勝利に貢献した。
帰国後は、1789年の三部会に議員として選出された。第一身分・第二身分と、第三身分の対立から、6月20日には球戯場の誓いを経て第三身分中心の国民議会が設立され、さらに7月14日にバスティーユ襲撃が発生すると、国民の不満を解消するため、封建的特権の廃止を提唱した。これに大土地所有者であったエギュイヨン公爵が賛同したことで、その他の多くの貴族の同意を得ることに成功し、8月4日の宣言として封建的特権の廃止が宣言された。
ヴァレンヌ事件発生後、北部軍に配属となったが、兄弟らはすでに亡命貴族として国外に脱出しており、彼も1792年5月に、イギリスへ脱出し、さらにアメリカへと渡った。フランスに残された妻、母、祖母は1794年7月22日に処刑されている。
1802年にナポレオン体制となったフランスに戻ったのち、12月にはサン＝ドマングの黒人反乱の鎮圧軍に参加した。1803年11月30日に、フランス軍は大敗するが、彼は降伏を拒否し、夜陰を衝いてキューバに向けて港から脱出した。しかし、イギリス戦艦と遭遇し、1804年1月1日の洋上の戦闘の際に負った傷がもとで、そのまま死去した。
彼の名は、エトワール凱旋門に記録されている。